# 川口尚紀
川口 尚紀（かわぐち なおき、1994年5月24日 - ）は、新潟県長岡市出身のプロサッカー選手。Jリーグ・ジュビロ磐田所属。ポジションはディフェンダー（DF）。

## 来歴
小学生の頃はアルビレックス新潟の応援席でオレンジ色の旗を振っていた。地元長岡市の長岡ビルボードFCジュニアユース時代から突破力を持ったFWとして頭角を現し、各年代別の日本代表に選出された。後にチームメイトになる小塚和季とはこの頃に同じ選抜チームに選ばれている。川口は唯一の同学年だったため小塚を初めて認識したが、小塚はそれ以前から川口を知っており、ライバルに近い感情を持っていた。2010年に開志学園高等学校に進学し、アルビレックス新潟ユース（現アルビレックス新潟U-18）に入団。高校2年時に行われた2011 FIFA U-17ワールドカップではU-17日本代表の一員として右サイドバックで4試合に出場し、18年ぶりのベスト8に貢献した。
新潟ユース在籍中の2012年に2種登録選手に指定され、トップチームの公式戦に出場。公式戦初出場は同年9月9日の天皇杯2回戦サウルコス福井戦で、右サイドバックとして先発出場した川口は、後半11分にクロスからブルーノ・ロペスの先制点をアシストした。試合は延長戦の末に新潟が2対1で勝利し、川口は120分間フル出場した。3回戦の福島ユナイテッド戦（同年10月10日）も先発出場したが、川口のサイドから崩されて先制点を許し、そのまま新潟は0対1で敗れた。
高校卒業後の2013年より、正式にトップチームへ昇格。長岡市出身のトップ登録選手はクラブ史上初となる。また、2014年2月、同年から開幕したJ3リーグに参戦するJリーグ・アンダー22選抜に選手登録され、新加入のDF松原健が右サイドバックの主力を張った新潟で出場機会を減らした中でも同リーグ5試合に出場した。
2016年1月5日、清水エスパルスへの1年間の期限付き移籍が発表された。
2017年、アルビレックス新潟へ復帰。
2019年7月31日から柏レイソルへ期限付き移籍。同年末に柏へ完全移籍した。
2025年1月5日、ジュビロ磐田へ期限付き移籍が発表された。

## エピソード
理想のゴールはダニエウ・アウヴェスのように裏に抜け出すようなゴールと語り、雑誌での小塚との対談で小塚からのパスで決めたいと語っていたが、2018年に小塚はヴァンフォーレ甲府へ移籍した。
元チームメイトの三門雄大にはおとなしくて真面目な選手と評されている。

## 所属クラブ
- 希望が丘SCスポーツ少年団（長岡市立大島小学校）
- 長岡ビルボードFCジュニアユース（長岡市立大島中学校）
- 2010年 - 2012年 アルビレックス新潟ユース（開志学園高等学校）
  - 2012年  アルビレックス新潟 (2種登録)
- 2013年 - 2019年  アルビレックス新潟
  - 2016年  清水エスパルス (期限付き移籍)
  - 2019年7月 - 同年12月  柏レイソル (期限付き移籍)
- 2020年 -   柏レイソル
  - 2025年 -  ジュビロ磐田 (期限付き移籍)

## 個人成績
| 国内大会個人成績 | 国内大会個人成績 | 国内大会個人成績 | 国内大会個人成績 | 国内大会個人成績 | 国内大会個人成績 | 国内大会個人成績 | 国内大会個人成績 | 国内大会個人成績 | 国内大会個人成績 | 国内大会個人成績 | 国内大会個人成績 |
| 年度             | クラブ           | 背番号           | リーグ           | リーグ戦         | リーグ戦         | リーグ杯         | リーグ杯         | オープン杯       | オープン杯       | 期間通算         | 期間通算         |
| 年度             | クラブ           | 背番号           | リーグ           | 出場             | 得点             | 出場             | 得点             | 出場             | 得点             | 出場             | 得点             |
| 日本             | 日本             | 日本             | 日本             | リーグ戦         | リーグ戦         | リーグ杯         | リーグ杯         | 天皇杯           | 天皇杯           | 期間通算         | 期間通算         |
| ---------------- | ---------------- | ---------------- | ---------------- | ---------------- | ---------------- | ---------------- | ---------------- | ---------------- | ---------------- | ---------------- | ---------------- |
| 2012             | 新潟             | 31               | J1               | 0                | 0                | 0                | 0                | 2                | 0                | 2                | 0                |
| 2013             | 新潟             | 24               | J1               | 22               | 0                | 3                | 0                | 2                | 0                | 27               | 0                |
| 2014             | 新潟             | 24               | J1               | 10               | 0                | 2                | 0                | 0                | 0                | 12               | 0                |
| 2015             | 新潟             | 24               | J1               | 29               | 0                | 8                | 1                | 1                | 0                | 38               | 1                |
| 2016             | 清水             | 24               | J2               | 19               | 1                | -                | -                | 1                | 0                | 20               | 1                |
| 2017             | 新潟             | 24               | J1               | 7                | 0                | 3                | 0                | 1                | 0                | 11               | 0                |
| 2018             | 新潟             | 24               | J2               | 17               | 0                | 5                | 1                | 2                | 0                | 24               | 1                |
| 2019             | 新潟             | 24               | J2               | 16               | 1                | -                | -                | 1                | 0                | 17               | 1                |
| 2019             | 柏               | 32               | J2               | 11               | 0                | -                | -                | 0                | 0                | 11               | 0                |
| 2020             | 柏               | 24               | J1               | 10               | 0                | 4                | 0                | -                | -                | 14               | 0                |
| 2021             | 柏               | 24               | J1               | 15               | 0                | 3                | 0                | 1                | 0                | 19               | 0                |
| 2022             | 柏               | 24               | J1               | 21               | 0                | 3                | 0                | 2                | 0                | 26               | 0                |
| 2023             | 柏               | 24               | J1               | 14               | 0                | 5                | 0                | 5                | 0                | 24               | 0                |
| 2024             | 柏               | 24               | J1               | 12               | 0                | 4                | 0                | 3                | 0                | 19               | 0                |
| 2025             | 磐田             | 38               | J2               |                  |                  |                  |                  |                  |                  |                  |                  |
| 通算             | 日本             | 日本             | J1               | 140              | 0                | 35               | 1                | 17               | 0                | 192              | 1                |
| 通算             | 日本             | 日本             | J2               | 63               | 2                | 5                | 1                | 4                | 0                | 72               | 3                |
| 総通算           | 総通算           | 総通算           | 総通算           | 203              | 2                | 40               | 2                | 21               | 0                | 264              | 4                |

- 2012年は2種登録

その他の公式戦
| 2014   | J-22   | -      | J3     | 5 | 0 | 5 | 0 |
| 2015   | J-22   | -      | J3     | 2 | 0 | 2 | 0 |
| 通算   | 日本   | 日本   | J3     | 7 | 0 | 7 | 0 |
| 総通算 | 総通算 | 総通算 | 総通算 | 7 | 0 | 7 | 0 |

- 公式戦初出場 - 2012年9月9日 天皇杯2回戦 vsサウルコス福井 (新潟市陸上競技場)
- Jリーグ初出場 - 2013年4月27日 J1 第8節 vs鹿島アントラーズ (ビッグスワン)
- 公式戦初得点 - 2015年4月22日 ナビスコ杯予選リーグ第4節 対ヴァンフォーレ甲府(山梨中銀スタジアム)

## 代表歴
- U-16日本代表(2010年)
- U-17日本代表(2011年)
  - 2011 FIFA U-17ワールドカップ
- U-18日本代表(2011年)
- U-19日本代表(2012年)
- U-21日本代表(2013年)
  - AFC U-22アジアカップ2013
- U-22日本代表(2015年)
- 日本代表候補
  - 2015年 - 東アジアカップ2015（予備登録メンバー）[16]。